# Bachmanniomyces punctum
Bachmanniomyces punctum is een parasiet die leeft op korstmossen. Hij komt voor op Cladonia.

## Verspreiding
In Nederland komt Bachmanniomyces punctum zeer zeldzaam voor.